# NS-Zwangsarbeit im Erzbergwerk Rammelsberg

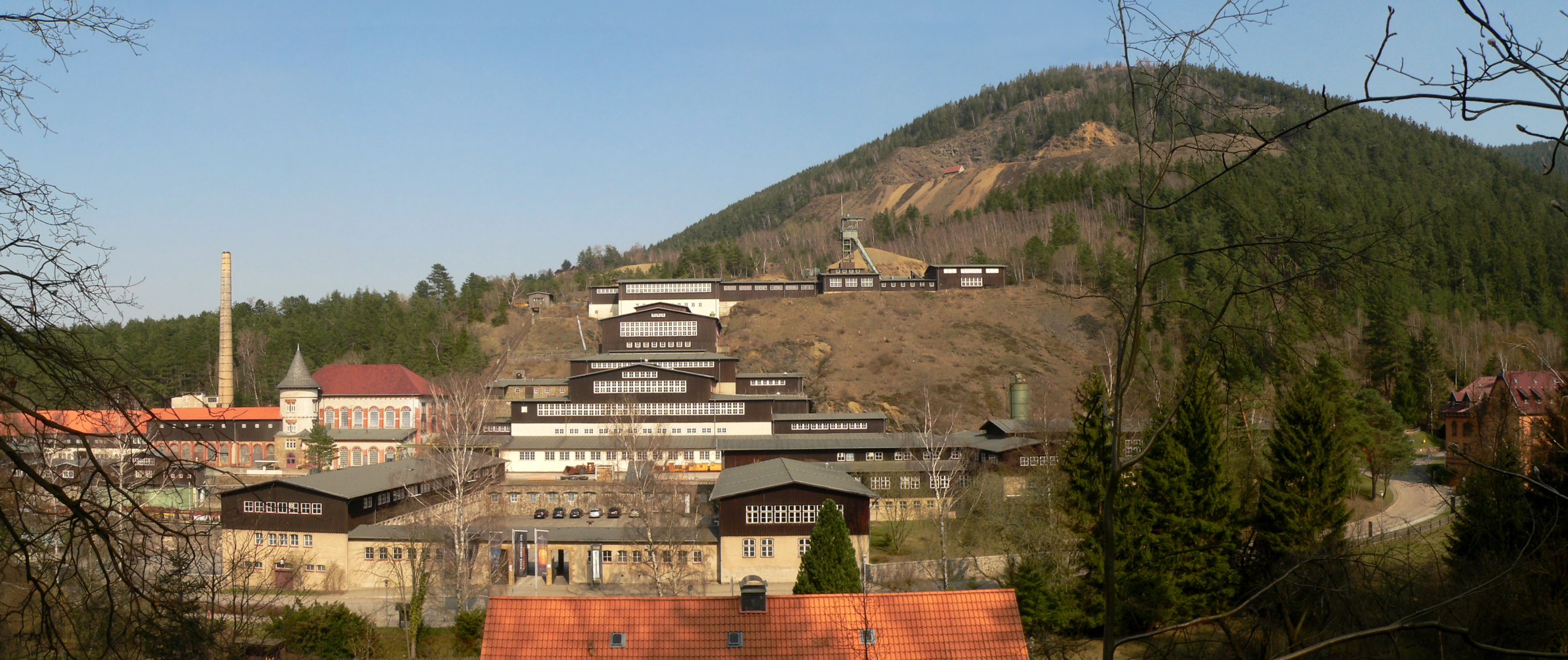
Der Rammelsberg mit den früheren Bergwerksanlagen

Die NS-Zwangsarbeit im Erzbergwerk Rammelsberg in Goslar war während des Zweiten Weltkriegs wegen der Gewinnung von Buntmetallerzen im Rammelsberg von großer Bedeutung für die Kriegswirtschaft des NS-Staates. Im Erzbergwerk Rammelsberg waren von 1941 bis 1945 etwa 350 Zwangsarbeiter, darunter rund 20 Frauen, tätig. Sie stellten etwa 40 % der Belegschaft.

## Allgemeines
Während des Zweiten Weltkriegs beschäftigten über 60 Betriebe in Goslar und der näheren Umgebung etwa 5000 Menschen aus dem Ausland als Zivilarbeiter und Ostarbeiter. In der Stadt Goslar leisteten 1944 über 2300 Personen NS-Zwangsarbeit. Zu den größten Arbeitgebern zählten die chemische Fabrik Gebr. Borchers, das Erzbergwerk Rammelsberg und der Fliegerhorst Goslar, wo sich ein Außenlager des KZ Buchenwald befand. Die Unterbringung der Zwangsarbeiter erfolgte in mehreren Sammellagern in Baracken und Firmenunterkünften.
Der bereits seit 1937 bestehende Arbeitskräftemangel im Erzbergwerk verschärfte sich mit Kriegsbeginn 1939 aufgrund der Einberufung von Mitarbeitern zur Wehrmacht. Zusätzlich forderte der NS-Staat von der Betriebsleitung des Erzbergwerks eine Erhöhung der Kupferproduktion, da zu dem Zeitpunkt fast die Hälfte des Kupfers importiert wurde. Um die Produktion aufrechtzuerhalten und die zum Militär einberufenen Arbeitskräfte zu ersetzen, forderte die Betriebsleitung ausländische Arbeitskräfte an. Sie wurden systematisch über die Arbeitsamtsverwaltung des Deutschen Reichs in die Zwangsarbeit gepresst.

## Zwangsarbeiter

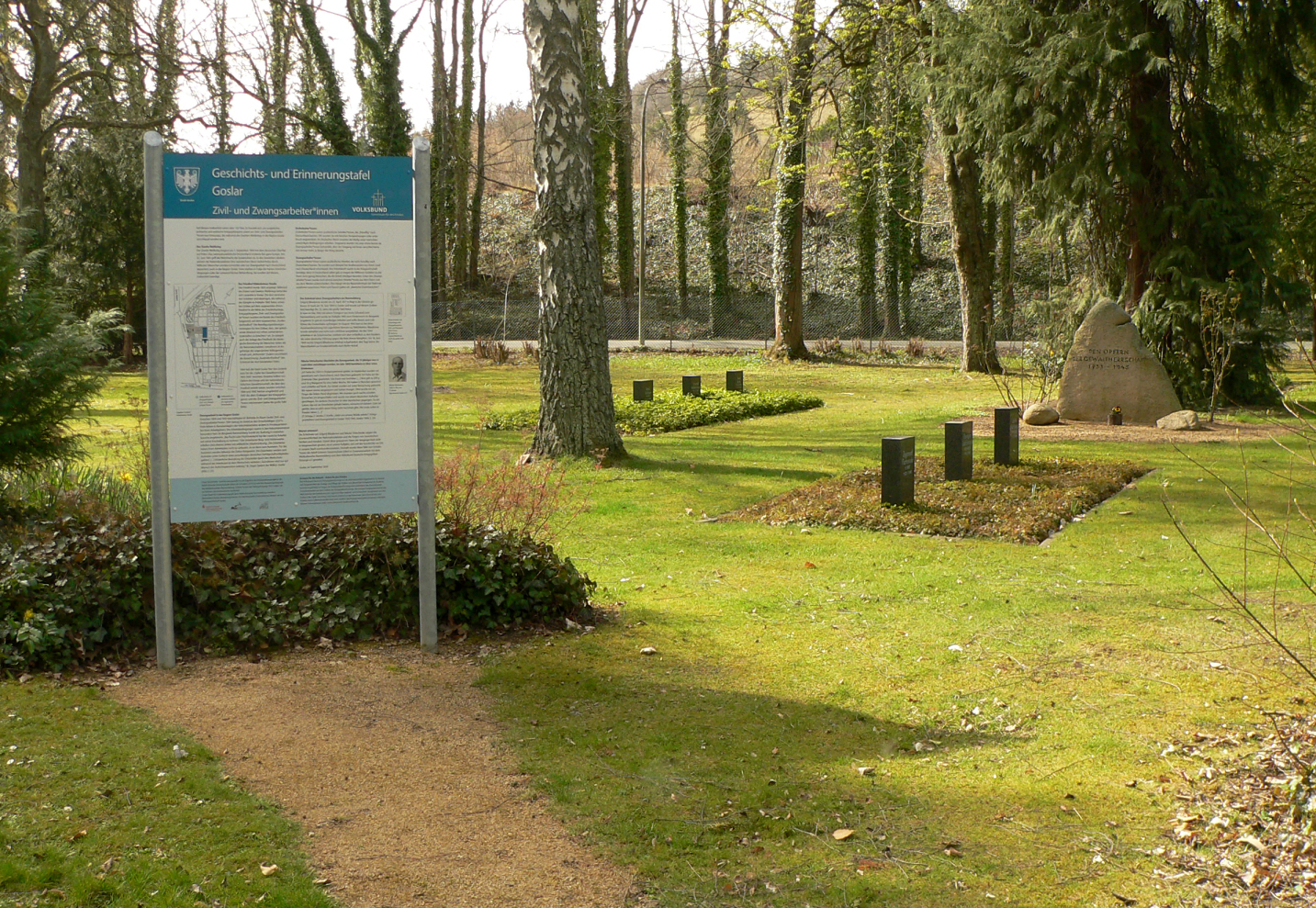
Geschichts- und Erinnerungstafel auf dem „Ausländerfriedhof“ des Alten Friedhofs in Goslar, 2022

Im Oktober 1941 kamen 22 Arbeiter als die ersten deportierten „Zivilrussen“, die später als Ostarbeiter bezeichnet wurden, am Erzbergwerk Rammelsberg an. Im Mai 1942 folgten 24 junge Männer mit einem Transport aus Charkow, wo die SS ein Sammellager für Arbeiter im dortigen Erz- und Kohlerevier eingerichtet hatte. Einen Monat später kamen von dort weitere 46 Grubenarbeiter, da der Untertagebetrieb qualifizierte Arbeitskräfte erforderte. 1943 wurden 40 Franzosen nach Goslar verschleppt. Anfang 1944 kamen etwa 140 italienische Militärinternierte an den Rammelsberg, die sich zuvor als Kriegsgefangene im Stalag XI B in Fallingbostel befunden hatten. 1944 gab es rund 350 Zwangsarbeiter am Rammelsberg, die aus 16 europäischen Staaten stammten, unter anderem aus der Sowjetunion, Italien, Frankreich, Polen, Ungarn, Jugoslawien, den Niederlanden und der Tschechoslowakei. Ein beträchtlicher Teil der Zwangsarbeiter war jung und zwischen 17 und 25 Jahren alt. Verstorbene Zwangsarbeiter wurden auf dem Alten Friedhof in Goslar innerhalb des „Ausländerfriedhofs“ unweit vom Deutschen Ehrenfriedhof bestattet. Bei der Besetzung von Goslar am 10. April 1945 durch amerikanische Truppen wurden die Zwangsarbeiter befreit.

### Unterbringung und Bewachung

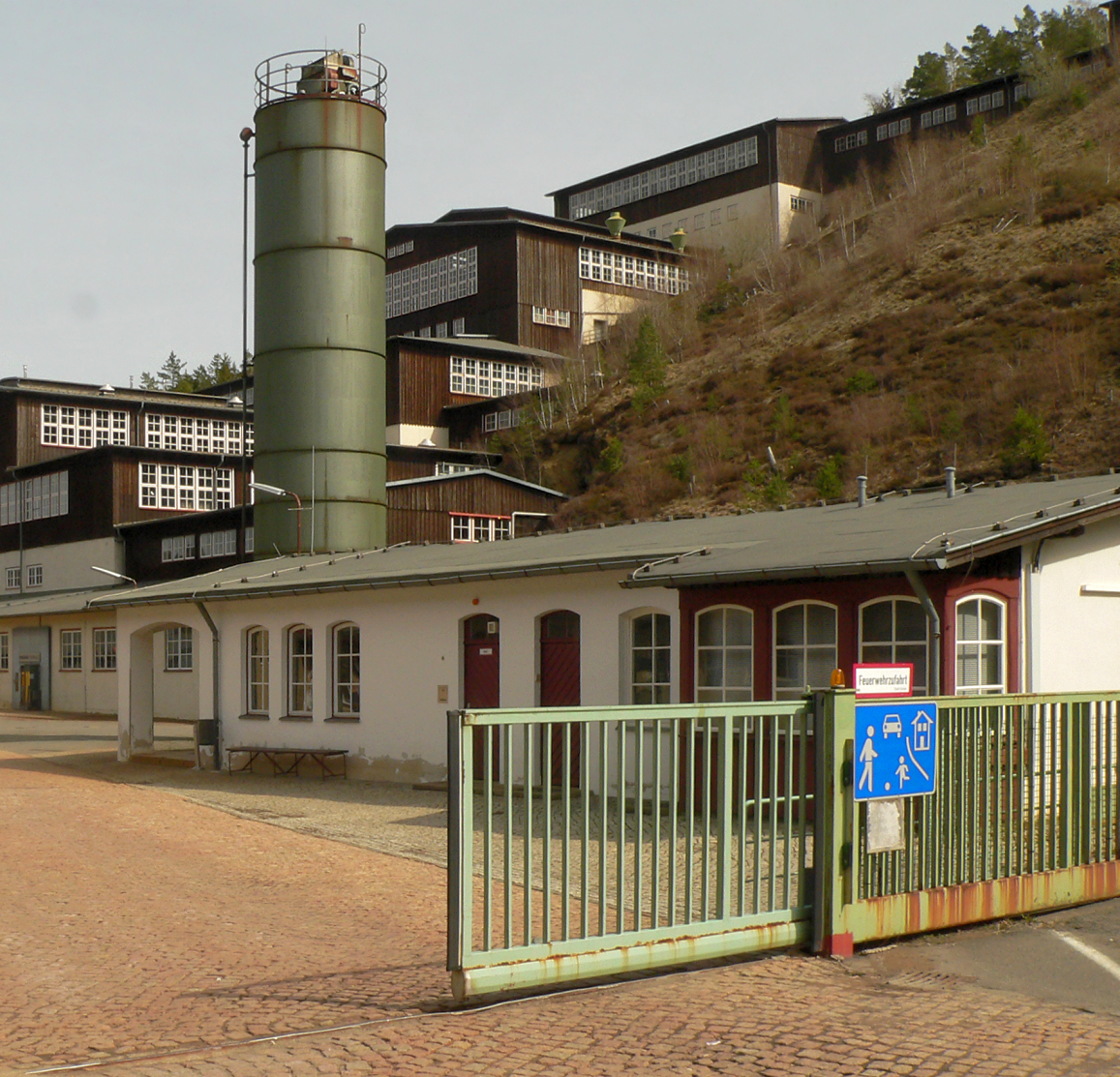
Standort der einstigen Behelfskaue, auf dem später der helle Flachbau mit Silo errichtet wurde

Die ersten Zwangsarbeiter wurden 1941 in dem mit Stacheldraht umzäunten Holzgebäude der Behelfskaue untergebracht. Das Gebäude war von minderer Qualität, da es wenige Jahre zuvor als provisorische Waschkaue für Bergarbeiter aus Teilen eines Pferdestalls errichtet worden war. Die Bewachung erfolgte durch Belegschaftsangehörige des Erzbergwerks.
Später wurden die männlichen Zwangsarbeiter in einem Barackenlager mit der Bezeichnung Lager Wintertal unterhalb des Staudammes des Herzberger Teiches untergebracht. Die dazugehörigen Baracken für rund 230 Personen in Bergwerksnähe wurden ab 1943 errichtet. Während sich die Zwangsarbeiter aus westeuropäischen Ländern relativ frei bewegen durften, wurden die Ostarbeiter aus der Sowjetunion und Polen strenger bewacht.
Die weiblichen Zwangsarbeiter, bei denen es sich 1942 um 21 Frauen aus der Sowjetunion aus dem Gebiet Lugansk handelte, waren anfangs in einer ehemaligen Gaststätte am Fuße des Rammelsberges untergebracht. Sie arbeiteten als Küchenhilfe oder Reinigungskraft. 1943 wurden die Frauen auf dem Bergwerksgelände in das Maschinistenhäuschen neben dem Umspannwerk einquartiert.

### Lebensumstände
Etwa 40 % der Zwangsarbeiter waren für Arbeiten unter Tage eingesetzt während die anderen über Tage tätig waren. Obwohl die körperliche Züchtigung von Ostarbeitern ab 1942 offiziell verboten war, sind einige Fälle von Misshandlungen durch Steiger und Aufsichtspersonen überliefert.
Nachdem die Zwangsarbeiter 1941 noch als Gefangene gehalten wurden, besserte sich ab 1942 ihre Behandlung. So wurde der Stacheldrahtzaun um die als Unterkunft dienende Behelfskaue auf Weisung der Betriebsleitung entfernt. Die Zwangsarbeiter erhielten einmal wöchentlich geschlossenen Ausgang. Dabei mussten sie den Aufnäher „Ost“ als Kennzeichen der Ostarbeiter an der Kleidung tragen. Sie durften weder Gaststätten, Geschäfte, Veranstaltungen oder Kirchen besuchen noch Kontakte zur Bevölkerung knüpfen. Zum Kriegsende 1944 wurde die Bewachung wieder aufgenommen, da man dies aufgrund der militärischen Lage für notwendig hielt. Die italienischen Militärinternierten bekamen Ende 1944 den Status als Zivilarbeiter und konnten sich dann frei bewegen.
Bei Verstößen gegen die Lagerordnung, Diebstählen oder Arbeitsunwilligkeit wurden die Lagerinsassen der Gestapo gemeldet, die sie in das Arbeitserziehungslager Hallendorf einwies. Etwa 40 Einweisungen sind dokumentiert.

## Forschungen
Ende der 1990er Jahre führte der Verein Spurensuche Goslar Recherchen zur NS-Zwangsarbeit am Rammelsberg durch. Die Ergebnisse führten vor Ort zu einer Ausstellung mit dem Titel „Gebt uns unsere Würde wieder - Kriegsproduktion und Zwangsarbeit in Goslar 1939 - 1945“. Parallel dazu gab es eine als Oral History angelegte Studie anhand von Interviews mit früheren Zwangsarbeitern aus der Ukraine als Zeitzeugen. Die Recherchen konzentrierten sich auf das Leid der Zwangsarbeiter und reichten bis zum Ende der Diskussion um die Zwangsarbeiterentschädigung Anfang der 2000er Jahre.
2021 begann ein neueres, auf zwei Jahre ausgelegtes interdisziplinäres Forschungsprojekt. Es trug den Titel „Räume der Unterdrückung. Neue geschichtswissenschaftliche und archäologische Forschungen zu den Zwangsarbeiterinnen und Zwangsarbeitern am Erzbergwerk Rammelsberg im Harz“. Die Forschungen, die von der Friede-Springer-Stiftung gefördert wurden, nahmen die Arbeitsstelle Montanarchäologie des Niedersächsischen Landesamtes für Denkmalpflege und das Weltkulturerbe Rammelsberg vor. In das Forschungsprojekt wurden Schulklassen der Goslarer Adolf-Grimme-Gesamtschule, Studierende der Leibniz Universität Hannover und Teilnehmer eines internationalen Workcamps der Internationalen Jugendgemeinschaftsdienste einbezogen.
Die neueren Forschungen konzentrierten sich auf die Akteure für die Zwangsarbeit aus den Reihen des Erzbergwerks, wie die Bergwerksdirektoren und auf die Räume, in denen die Unterdrückung stattfand. Zu den Räumen zählten die Standorte der Zwangsarbeiterunterkünfte. 
Zu ihrer Untersuchung kamen geophysikalische Prospektionen und Ausgrabungen zum Einsatz. Dabei wurde im Boden nach den Resten von baulichen Anlagen und nach materiellen Hinterlassenschaften von Zwangsarbeitern gesucht. Geschichtswissenschaftliche Forschungen erfolgen durch Recherchen in den Akten der Preussag als damaliger Betreiberin des Erzbergwerks.

### Männerlager
Die archäologischen Untersuchungen begannen 2021 im Bereich des früheren Barackenlagers für Männer auf einer Grünfläche unterhalb des Herzberges Teichs. Zur Vorbereitung von Ausgrabungen wurde dort zunächst mit Messungen durch Georadar und Geomagnetik das Gelände prospektiert. Später suchten Sondengänger das Areal auf Metallgegenstände ab.  2022 wurden neun Suchschnitte auf dem Areal vorgenommen. Sie erbrachten Erkenntnisse über die Ausdehnung des Lagers, seine Struktur, die Anzahl der Baracken und die verwendeten Baumaterialien. Es bestanden zwei Wohnbaracken für Ostarbeiter, eine Waschbaracke und eine Baracke für sogenannte Westarbeiter, die aus westeuropäischen Ländern kamen. Die Bauten verfügten über Estrichböden und hatten steinerne Mauern aus Ziegel oder Fertigbauteilen. Die Gebäude wurden in der Nachkriegszeit bis 1948 zur Unterbringung von Displaced Persons und danach zur Unterbringung von Flüchtlingen nachgenutzt. 1957 wurden die Bauten abgerissen, von denen sich lediglich ein Kellerraum erhalten hat.

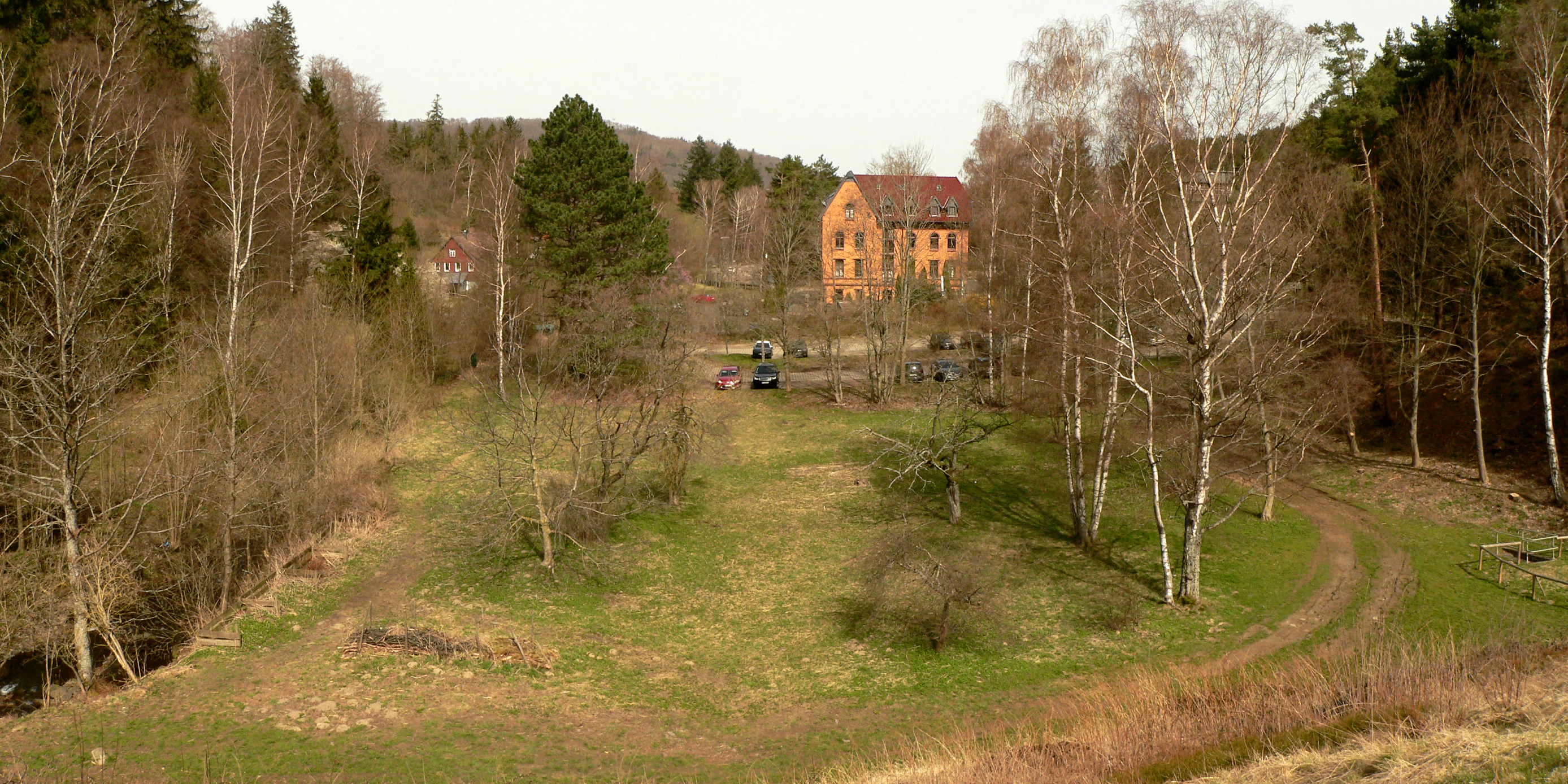
Blick vom Staudamm des Herzberger Teichs auf den früheren Standort des Barackenlagers für Männer
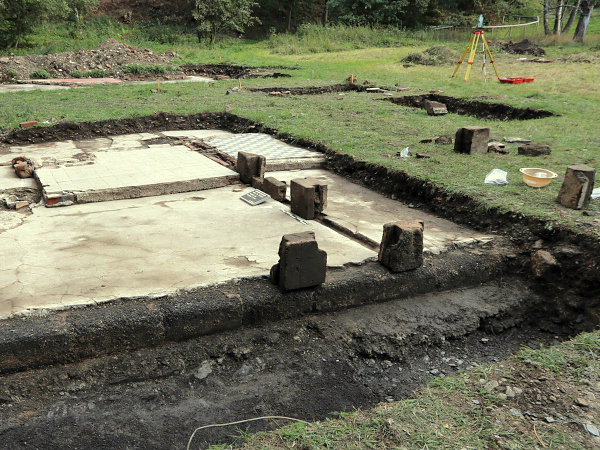
Durch eine Ausgrabung freigelegte Gebäudereste der Waschbaracke des Männerlagers
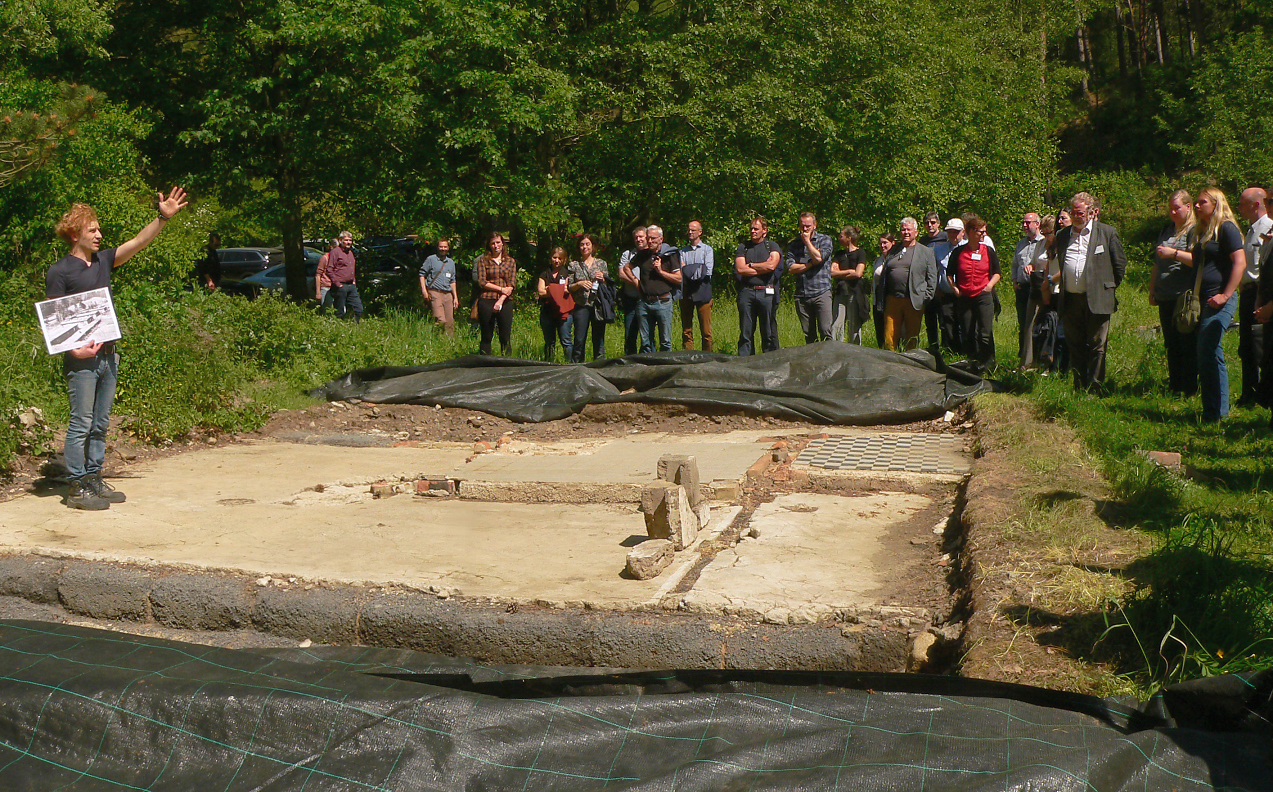
Grabungsführung für Mitglieder des Verbandes der Landesarchäologien

### Frauenlager
Auch der Standort des früheren Frauenlagers wurde archäologisch untersucht. Es befand sich auf dem Betriebsgelände des Bergwerks in einem zweigeschossigen Wohngebäude, das ursprünglich  für den Maschinisten des benachbarten Umspannwerks erbaut wurde. Das Wohngebäude wurde nach einer Weiternutzung bis Ende des 1950er Jahre abgerissen. Bei der Ausgrabung wurden kleinere Grabungsschnitte angelegt um die Grundmauern des Gebäudes zu verifizieren. Die Untersuchungen konnten die vorhandenen Baupläne bestätigen. Eindeutig der Lagerzeit zurechenbare Funde konnten nicht geborgen werden.

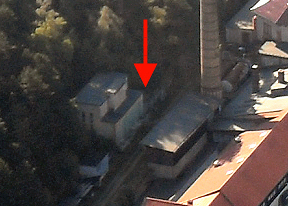
Luftbild vom Standort des einstigen Frauenlagers in einem in den 1950er Jahren abgerissenen Gebäude neben dem Umspannwerk
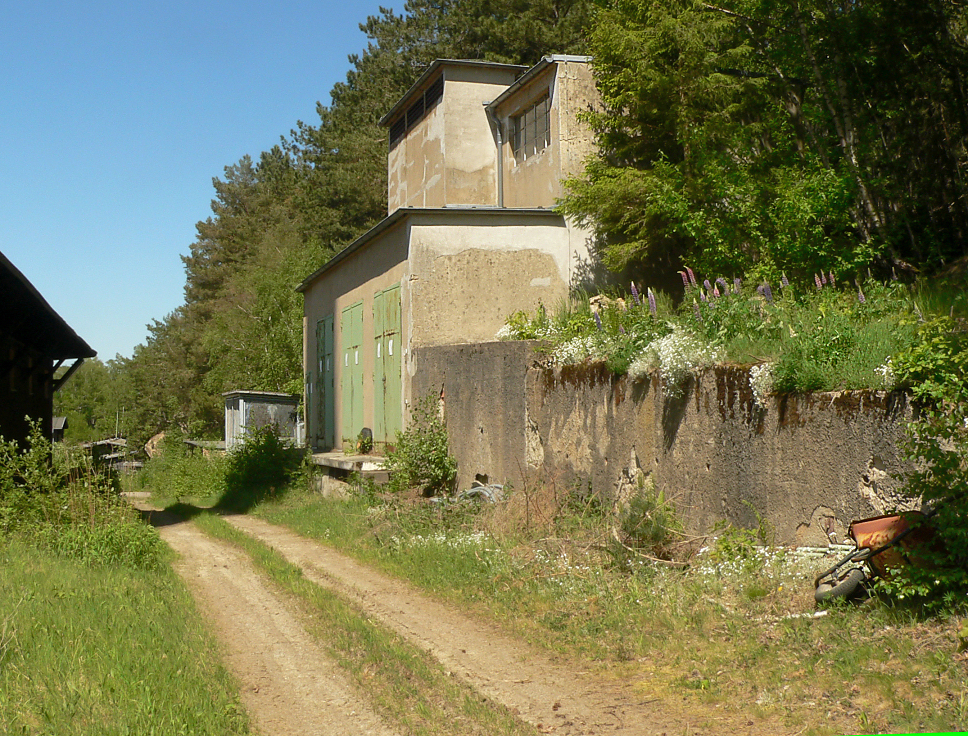
Von dem Gebäude des Frauenlagers ist nur noch ein Mauerstück erhalten
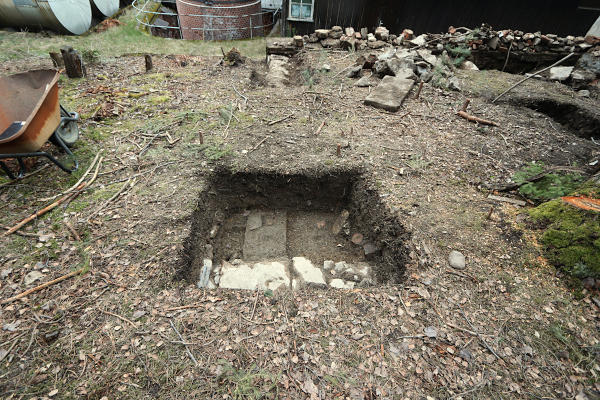
Durch eine Ausgrabung freigelegte Gebäudereste des Frauenlagers

### Präsentation und Bedeutung
Das zweijährige interdisziplinäre Forschungsprojekt fand 2023 mit der Sonderausstellung „Leben und Arbeiten unter Zwang: Zwangsarbeiter am Erzbergwerk Rammelsberg zwischen 1939 und 1945“ im Museum Rammelsberg seinen Abschluss.
Das Forschungsprojekt reiht sich ein in Lagerforschungen durch Neuzeitarchäologie. Im Westharz waren bis dahin kaum archäologische Untersuchungen durchgeführt worden, obwohl das Gebiet in der Zeit des Nationalsozialismus eine große Bedeutung als Produktionsstätte hatte. Ausnahmen sind jüngere Untersuchungen im früheren KZ-Außenlager Ellrich-Juliushütte und im Werk Tanne als ehemaliges Sprengstoffwerk.